# Ptení
Ptení település Csehországban, a Prostějovi járásban. Ptení Zdětín, Suchdol, Stražisko, Stínava, Přemyslovice, Vícov, Lipová, Malé Hradisko és Hluchov településekkel határos. Lakosainak száma 1093 fő (2024. január 1.).

## Népesség
A település lakosságának változását az alábbi diagram mutatja:
| Lakosok száma | 1157 | 1329 | 1277 | 1307 | 1179 | 1053 | 1083 | 1091 | 1046 | 1093 |
|               | 1869 | 1900 | 1921 | 1961 | 1980 | 2011 | 2016 | 2019 | 2021 | 2024 |